# Gaudiosa

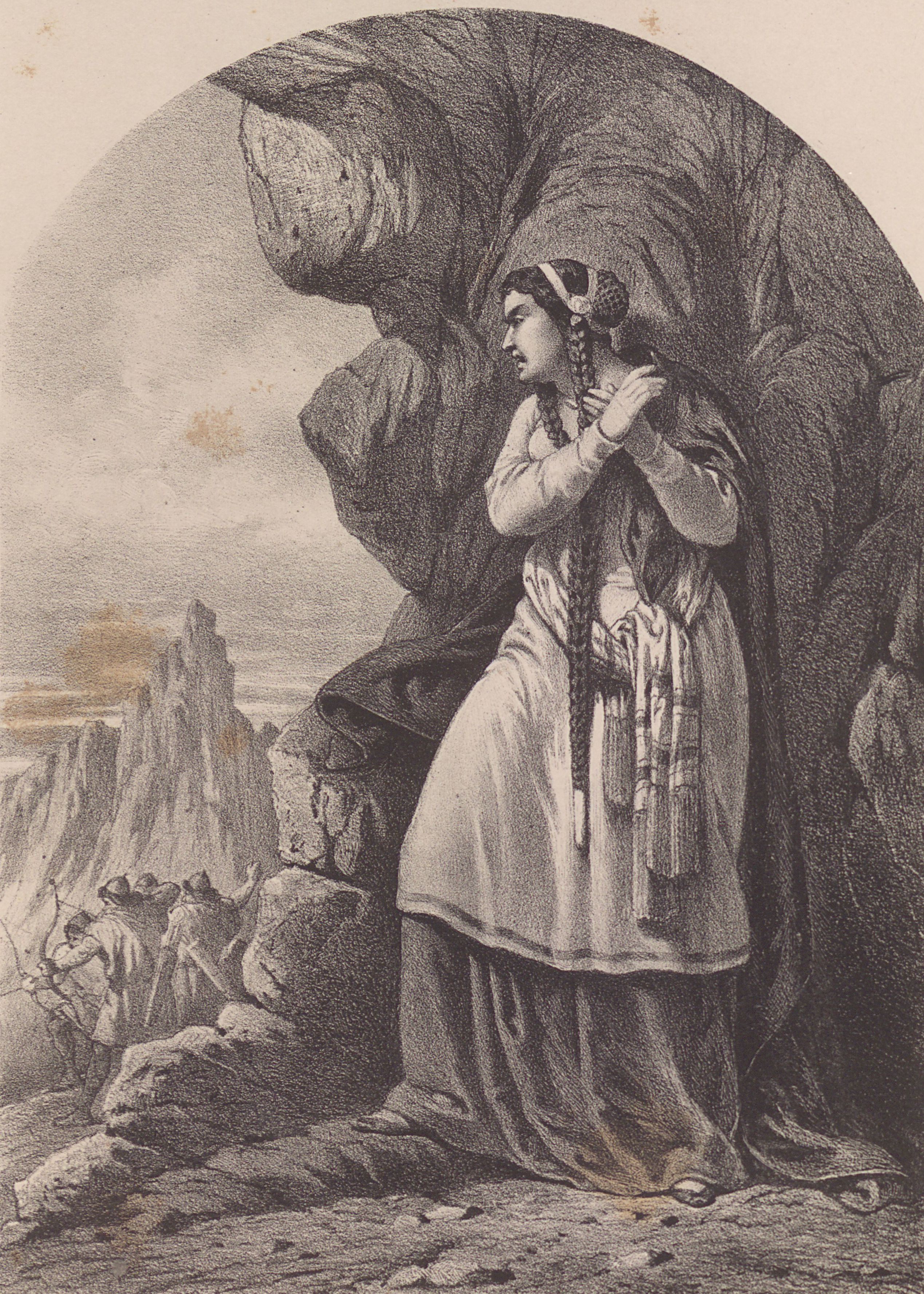
Gaudiosa en una litografía del

Gaudiosa es un personaje no verificado de la historia a quien se le atribuye ser la esposa del rey don Pelayo y madre del rey Favila de Asturias. Su existencia no está atestiguada.

## El nombre
En la Crónica Rotense aparece este texto:

[…]Y en ese mismo lugar fueron muertos 124 000 de los musulmanes, y 63 000 que habían quedado subieron a la cima del monte Auseva, y por el lugar de Amuesa bajaron a la Liébana. Pero ni siquiera ésos escaparon a la venganza del Señor. Cuando marchaban por lo alto del monte que está sobre la ribera del río que se llama Deva, junto a la villa que llaman Cosgaya, ocurrió por sentencia de Dios que ese monte, revolviéndose desde sus fundamentos, lanzó al río a los 63 000 hombres, y allí los sepultó a todos el tal monte […]

En tales crónicas, escritas en latín, Cosgaya se escribe como Causecadia y se sitúa en la actual Cantabria.

## El personaje
Es posible que la reina Gaudiosa sea el resultado de una interpolación del historiador del siglo XVI, Ambrosio de Morales. Siempre según Ambrosio de Morales, Gaudiosa procedía de Cosgaya (Causegadia), en la Liébana y que Pelayo la conoció mientras comerciaba con caballos en esa zona, sin aclarar este punto.

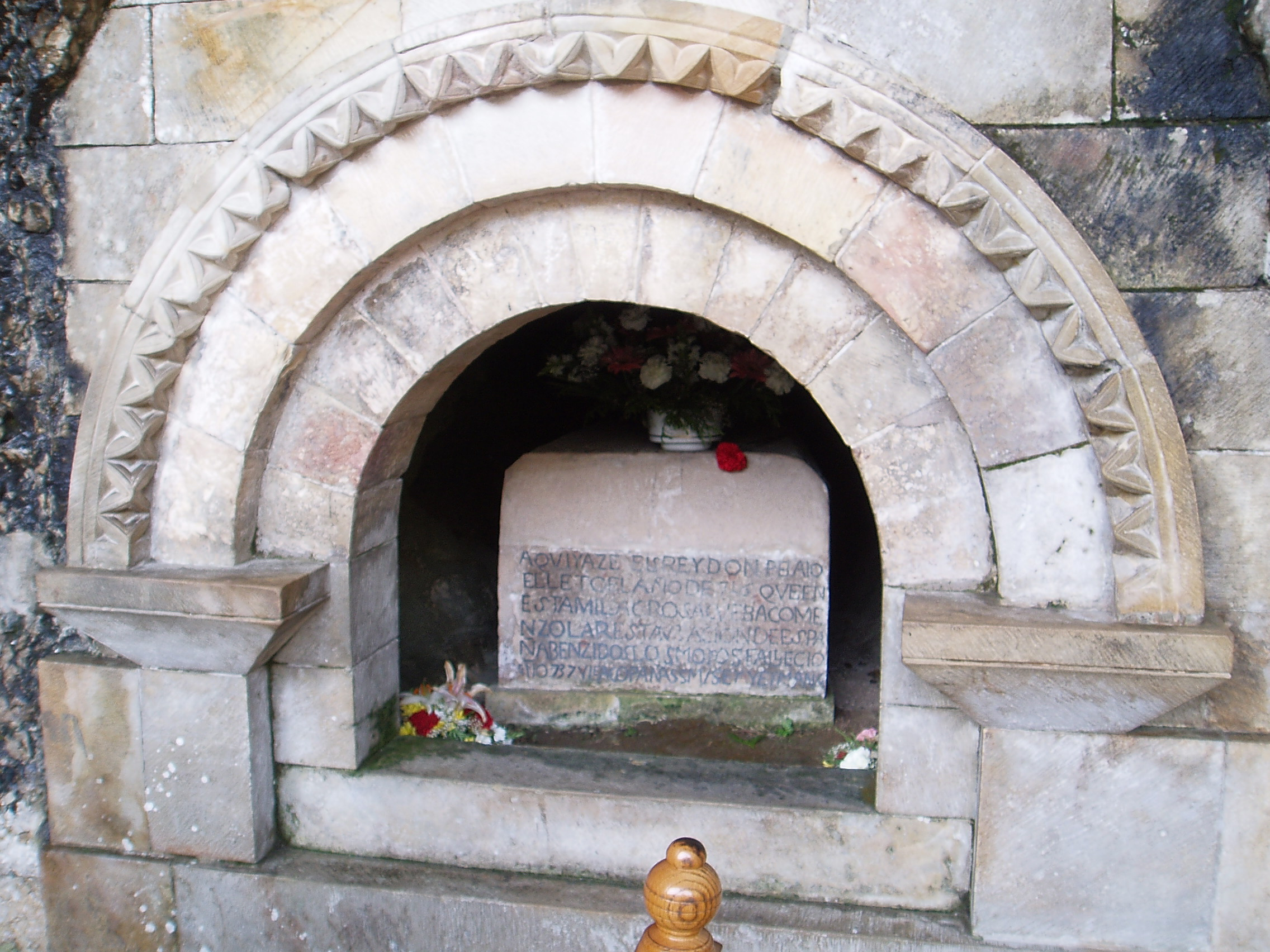
Tumba del rey don Pelayo y de su esposa en la Basílica de Covadonga.

Algunos artículos dicen que en la Crónica de Alfonso III (siglo IX - siglo X) aparece el siguiente párrafo: «Pelagius post nonum decimum regni sui annum completum, propria morte decessit et sepultus cum uxore sua Gaudiosa Regina territorio Cangas in Ecclesia Sanctae Eulaliae de Velanio fuit. Era DCCLXXV», traducido: «Pelayo, tras haber completado diecinueve años de reinado, falleció de muerte natural y fue enterrado, junto con su esposa la reina Gaudiosa, en el territorio de Cangas, en la iglesia de Santa Eulalia de Velanio. (Año 737)».[cita requerida]
Este párrafo efectivamente aparece en algunas transcripciones de la Crónica Ad Sebastianum pero son en aquellas que siguen la transcripción del propio Ambrosio de Morales y es muy posible que este párrafo fuera una adición del propio historiador. Por lo tanto no tienen validez historiográfica.[cita requerida]

## Sepultura
La tradición asturiana cuenta que después de su defunción, su cadáver recibió sepultura en la iglesia de Santa Eulalia de Abamia, situada en la localidad asturiana de Abamia en la que posteriormente recibiría sepultura su esposo, el rey don Pelayo. En el lado del Evangelio de dicha iglesia, se conserva en la actualidad el sepulcro, vacío, que supuestamente contuvo los restos del rey y enfrente, colocado en el lado de la Epístola, se encuentra el que contuvo los restos de la esposa de don Pelayo. El cronista Ambrosio de Morales dejó constancia en su obra de que Alfonso X el Sabio, rey de Castilla y León, ordenó trasladar los restos del rey don Pelayo y los de su esposa a la Santa Cueva de Covadonga.
En una cavidad natural de la Santa Cueva de Covadonga, e introducidos en un túmulo de piedra, reposan en la actualidad los restos del rey don Pelayo, los de su esposa y los de Ermesinda, hija menor del rey. En el sepulcro se encuentra esculpida la siguiente inscripción:

"AQVI YACE EL SEÑOR REY DON PELAIO, ELLETO EL AÑO DE 716 QUE EN ESTA MILAGROSA CUEBA COMENZO LA RESTAVRACION DE ESPAÑA BENCIDOS LOS MOROS; FALLECIO AÑO 737 Y ACOMPAÑA SS M/gEr Y ErMANA"

No obstante lo anterior, numerosos historiadores han cuestionado la autenticidad del traslado de los restos del rey don Pelayo y de su esposa a Covadonga.

## Matrimonio y descendencia
Fruto de su matrimonio con el rey don Pelayo nacieron dos hijos: 
- Favila de Asturias (¿?-739). Fue el segundo rey de Asturias. Contrajo matrimonio con Froiluba y fue sepultado en la iglesia de la Santa Cruz de Cangas de Onís.
- Ermesinda. Contrajo matrimonio con Alfonso I el Católico, tercer rey de Asturias e hijo del duque Pedro de Cantabria. La tradición sostiene que sus restos reposan en la actualidad en la Santa Cueva de Covadonga junto a los de sus padres y los de su esposo.[4]

| Predecesora: Nuevo título | Reina consorte de Asturias 718-737 | Sucesora: Froiluba |